# Polygrammodes nigropunctalis
Polygrammodes nigropunctalis is een vlinder uit de familie van de grasmotten (Crambidae). De wetenschappelijke naam van de soort is voor het eerst geldig gepubliceerd in 1956 door Dognin, Marion & Viette.